# Matthias Wrede (Stiftungsgründer)
Matthias Wrede (* 10. November 1614; † 23. Januar 1678 in Magdeburg) war Kaufmann und Begründer der Wredeschen Armenstiftung.

## Leben
Wrede kam als Kaufmann in Magdeburg zu einem beträchtlichen Vermögen. Um 1650 heiratete er Elisabeth Schmidt. Etwa zur gleichen Zeit erwarb er von Georg Kühlewein das Grundstück Breiter Weg Nummer 159 und errichtete hier das Haus Zum goldenen Helm.

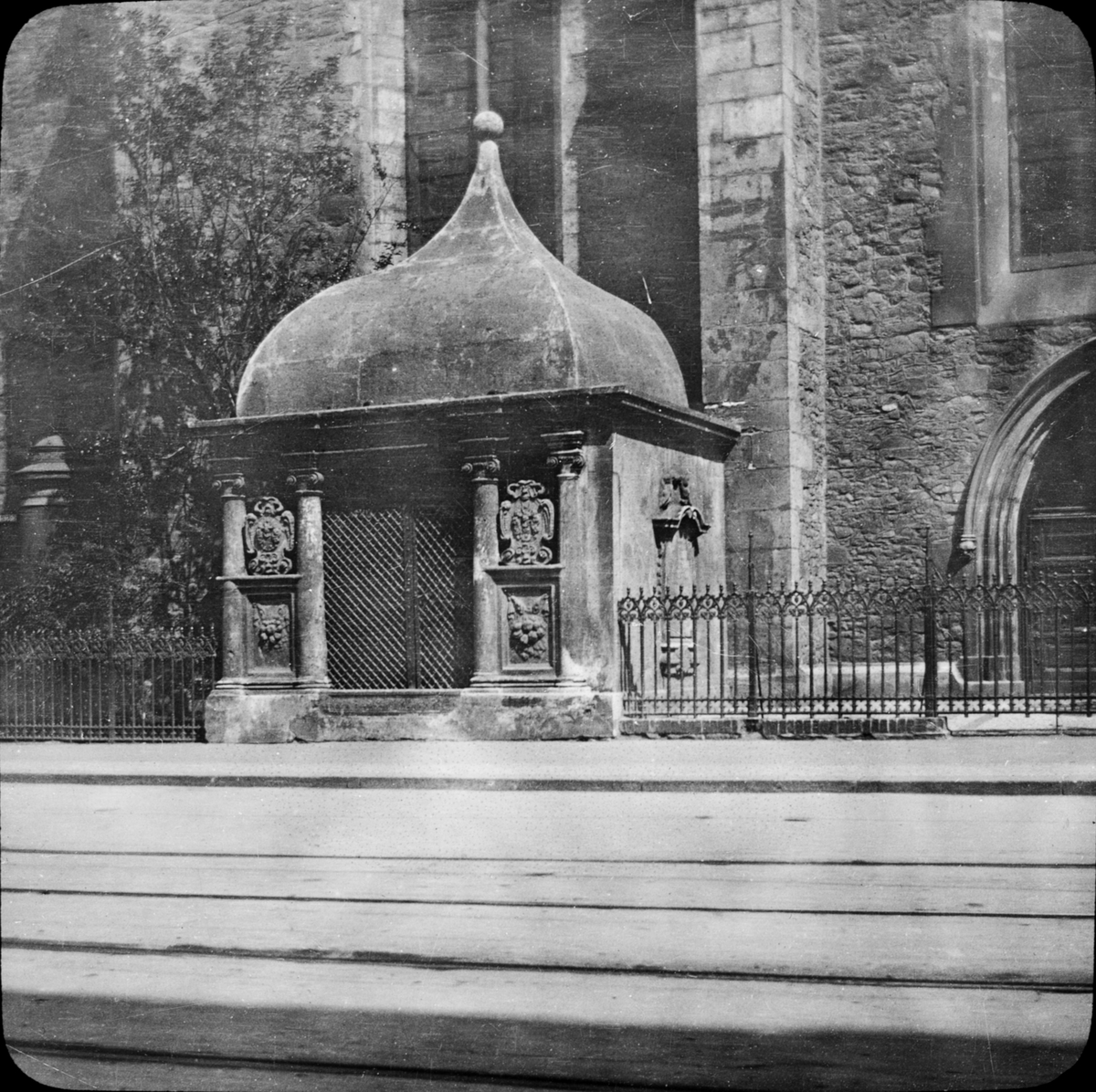
Wredekapelle an der Südseite der Ulrichskirche, 1902

In seiner Familie soll es zu vielen Unglücksfällen gekommen sein. Zumindest verstarb er 1678, ein Jahr nach seiner 13 Jahre jüngeren Ehefrau, wobei er scheinbar keine Kinder hinterließ.
Aus seinem Vermögen wurde die Wredesche Armenstiftung gegründet, die über ungefähr 250 Jahre zu den großen sozialen Institutionen der Stadt Magdeburg gehörte. Noch 1916 wird das Stiftungskapital mit 646.230,50 Mark angegeben. Zuwendungen sollten an Matthias- und Elisabethtagen (24. Februar und 19. November) zu Beträgen von nicht unter 15 Mark an Arme vergeben werden.
Mit einem weiteren Teil des Vermögens wurde an der Südseite der Magdeburger Ulrichskirche die Wredekapelle errichtet.
Die Stadt Magdeburg hatte zeitweise ihm zu Ehren eine Straße als Wredestraße benannt.